# Бадуев, Садрул-Азим Бадрудинович
Садрул-Азим (Садрулазим) Бадрудинович Бадуев (15 мая 1921 года, Гагатли, Ботлихский район, Дагестанская АССР, РСФСР, СССР — 1973 год) — советский растениевод, Герой Социалистического Труда.

## Биография
Аварец. Родился в крестьянской семье. Руководил полеводческой бригадой в колхозе «Искра» (Ботлихский район). Бригада под его руководством каждый год получала высокие урожаи кукурузы. 10 декабря 1965 года ему было присвоено звание Заслуженного полевода Дагестанской АССР.
23 июня 1966 года за большие успехи в заготовке зерновых и кормовых культур был удостоен звания Героя Социалистического Труда с вручением ордена Ленина и золотой медали «Серп и Молот».
В 1969 году участвовал в работе III Всесоюзного съезда колхозников. В 1973 году скончался.

## Награды и звания
- Заслуженный полевод Дагестанской АССР (10 октября 1965);
- Орден Ленина (23 июня 1966);
- Орден Октябрьской Революции (8 апреля 1971);
- медали.